# マグダラのマリアの回心 (アルテミジア・ジェンティレスキ)
『マグダラのマリアの回心』（マグダラのマリアのかいしん、伊: La conversione della Maddalena, 英: The conversion of Magdalene）、『悔悛するマグダラのマリア』（伊: La Maddalena penitente, 英: The Penitent Magdalene）あるいは単に『マグダラのマリア』（伊: Maria Maddalena, 英: Mary Magdalene）は、イタリアのバロック期の女性画家アルテミジア・ジェンティレスキが1616年から1618年に制作した絵画である。油彩。キリスト教の聖人であるマグダラのマリアを主題としているが、この作品では『新約聖書』に登場する別の女性であるマルタの妹マリアを参照している。アルテミジアのフィレンツェ時代に描かれたと考えられている。現在はフィレンツェのパラティーナ美術館に所蔵されている。

## 主題
『新約聖書』によると、マグダラのマリアはイエス・キリストに7つの悪霊を追い払ってもらい、キリストの磔刑に立ち会い、復活を目撃したとされる。このマグダラのマリアの伝承は不確実な伝承が統合されている。「ルカによる福音書」7章36節以下で言及されているキリストの足に香油を塗った女性は、「ヨハネによる福音書」11章2節ではベタニアのマルタの妹でラザロの姉のマリアとされている。東方教会ではこの3人の女性は別人とされたが、西方教会では同一人物とされた。
「ルカによる福音書」10章は、マルタの妹マリアについて次のようなエピソードを紹介している。同箇所によるとイエス・キリストがマルタの家を訪れたとき、マルタは忙しく働いてイエスをもてなす準備をした。しかし妹マリアが手伝いもせずにイエスの足元に座り、イエスの話に耳を傾けているのを見たマルタは、腹立たし気にイエスに言った。「私が忙しくしているのに、妹が何もせずに座っているのを見て何も思われないのですか？　妹にもてなしを手伝うよう言ってくださいまし」。するとイエスは「あなたは様々なことに心を配って思い煩っている。しかし無くてはならないものは決して多くない。否、ひとつだけである。彼女は最も良いほうを選んだのだ。それは彼女から取り去ってはならないものである」。
3人の女性が同一視されたことにより、西洋美術において香油壺はマグダラのマリアの典型的なアトリビュートになった。また懺悔の図像として、十字架と頭蓋骨をともない、天を仰ぎ見る姿が描かれた。

## 作品

カラヴァッジョの1598年頃の作品『マルタとマグダラのマリア』。デトロイト美術館所蔵。

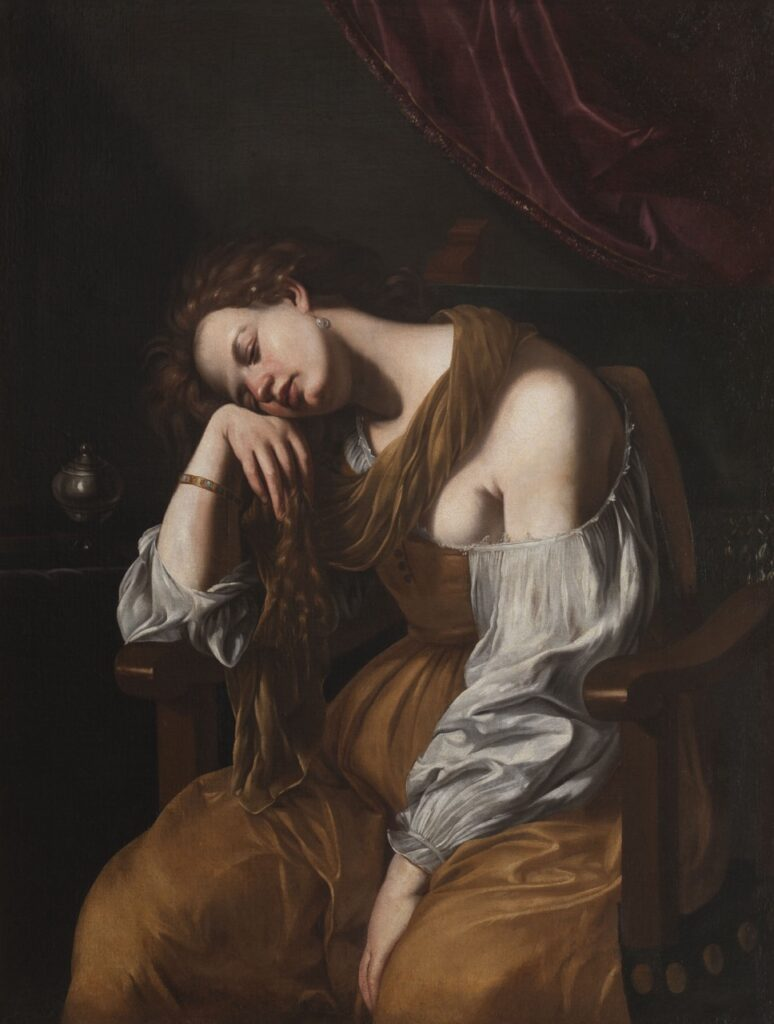
アルテミジア・ジェンティレスキの1622年から1625年の作品『悔悛するマグダラのマリア』。セビリア大聖堂所蔵。

アルテミジアは黄色いシルクの室内着を着たマグダラのマリアを描いている。マグダラのマリアは緑のテーブルクロスが敷かれた机の前に座っているが、彼女のシュミーズは胸元まで滑り落ち、右手を胸に当てながら天を見上げている。机の上には鏡が置かれており、マグダラのマリアは左手でそれを押しのけている。鏡の上部には「ルカによる福音書」10章に由来するラテン語の銘文「あなたは最も良いほうを選んだ」（オプティマム・パルテム・エレギット, Optimam partem elegit）が刻まれている。鏡は悪徳の1つである虚栄を象徴しており、マグダラのマリアは鏡を押しのけることで悪徳から離れ、神への信仰に立ち返ろうとしている。このようにアルテミジアはマグダラのマリアが罪人の道からキリストに献身する道へと転換する場面を描き、それによって彼女が「熱心な献身の模範」であることを説明している。マグダラのマリアの描写は伝統的な表現から逸脱している。マグダラのマリアは悔悛による苦悩を示しているが、頭蓋骨や十字架とともに描かれておらず、また風景の中に配置されていない。
絵画は3枚のキャンバスで構成され、画面左側に細長い画布片が走っている。木製の椅子の支柱には「アルテミジア・ロミ」（Artemisia Lomi）と署名されている。この署名はフィレンツェ滞在時に使い始めたものである。ロミ姓は画家アウレリオ・ロミの姓に由来している。おそらく彼が当時著名な画家であったため、彼女の姓ジェンティレスキや夫の姓スティアッテシではなくロミ姓を選択したと思われる。ただし、この署名は後代に描き加えられた可能性がある。

### 様式と影響
誇張された身振りや表現、贅沢な調度品は様式的な指標であり、絵画がフィレンツェで描かれたことを示している。美術史家レイモンド・ウォード・ビッセルは、これらの要素と、金、赤、緑の配色を、フィレンツェのバロック様式として理解できると主張している。アルテミジアは伝統的な主題の革新的な解釈で知られていた。彼女は男性優位の分野に女性らしい視点をもたらし、それゆえに女性による英雄的物語が広く表現されている。アルテミジアはミケランジェロ・メリージ・ダ・カラヴァッジョの作品に多大な影響を受けている。アルテミジアはカラヴァッジョの絵画を通してキアロスクーロとして知られる光と影の劇的な使用法を発展させた。『マグダラのマリアの回心』の劇的な照明の感覚は、主題であるマグダラのマリアとその背景の間の際立ったコントラストや、同様に彼女のドレスの生地の深いひだのコントラストに観察できる。

### 発注主
本作品はおそらく第4代トスカーナ大公コジモ2世・デ・メディチの妻であるマリア・マッダレーナ大公妃の依頼により制作されたと考えられている。おそらく彼女の後援者は、マリア・マッダレーナとマグダラのマリアの名前の類似に着目し、聖人の敬虔さと悔悛の特質も関連づけられるとして、この場面の絵画を特別に注文したと考えられる。衣服の豪華さは作品を顧客の好みに合わせようとする芸術家の意欲を示していると考えられている。

## 解釈

### 図像学
この描写は『新約聖書』に登場する2人の異なる女性の要素が融合されている。マグダラのマリアの足元にある香油壺はラザロの妹マリアのアトリビュートである。6世紀には3人の登場人物が同一人物と考えられていたため、これらの登場人物が組み合わされてマグダラのマリアが形成されることは予想されたことであった。彼女のシュミーズは胸元まで滑り落ちているが、身体は露出しておらず、マグダラのマリアの娼婦としての過去を暗示しているが、しばしば彼女が描かれたように、ここでは好色な性質を与えるものではない。マグダラのマリアは、罪を悔い改めるという共感できる物語のため、当時一般的に描かれていた人物であった。
この献身は、彼女が娼婦の過去を振り切る際に見せる、強い不安を表しながら天に向けて一瞥する表情で表現されている。このシーンはラテン語の銘文「あなたは最も良いほうを選んだ」が刻まれた鏡（虚飾の象徴）をマグダラのマリアが押しのけていることによって、回心の瞬間を描いた作品であることをさらに証拠立てている。この銘文はイエス・キリストがマルタに妹のマリアが霊的生活を受け入れる上でより良い選択をしたことを教える「ルカによる福音書」10章41節から42節に由来している。このフレーズはおそらくアルテミジアによるものではなく、後代のある時点で別人によって追加されたものと思われる。このことはキャンバスの光沢に現れる言葉が証明している。
マグダラのマリアの高価な衣服と官能的な外観は作品の精神的な意味と矛盾していない。左腕の仕草は彼女の隣に置かれた宝石箱から解釈された誇張された表現であり、彼女が虚飾を拒否していることを示している。

### 自画像としての聖人画
メアリー・ガラードのような研究者は、マグダラのマリアを描いたアルテミジアの作品が彼女自身を表していると解釈している。この解釈はしばしば聖人も画家もともに性的に乱れているという汚名を着せられたことから理解された。ただし、マグダラのマリアの汚名は娼婦としての経歴に由来しているのに対し、アルテミジアの汚名は1612年のレイプ裁判に由来しているため、マグダラのマリアとアルテミジアの状況は異なっている。この解釈は、自身をマグダラのマリアの立場に置くことによってアルテミジアが彼女が受けた性的暴行を最大限に活用しているとして解釈される「オプティマム・パルテム・エレギット（あなたは最良の部分を選んだ）」という碑文によって行われる。もっとも、この解釈は性的暴行を最大限に活用するというよりは、むしろ職業上の成功に適用できる可能性がある。
最近では、ジャーナリストのレベッカ・ミードが性的暴行というレンズを通したアルテミジアの絵画の解釈に反応し、それに続いてアルテミジアの絵画が復讐の手段であるという理解に疑問を投げかけた。この視点が疑問視されているのは、研究者たちがアルテミジアの人生を、彼女の性的暴行だけでなく、母親としての視点、仕事を持つ成功した女性としての視点、そして彼女の「官能的な情熱」といった諸相を通して、多角的に観察したいと考えているためである。

## 来歴
1826年にピッティ宮殿のコレクションの一部として初めて言及された。1970年に展覧会に先立って修復された。

## ギャラリー
アルテミジア・ジェンティレスキが描いた他のマグダラのマリア

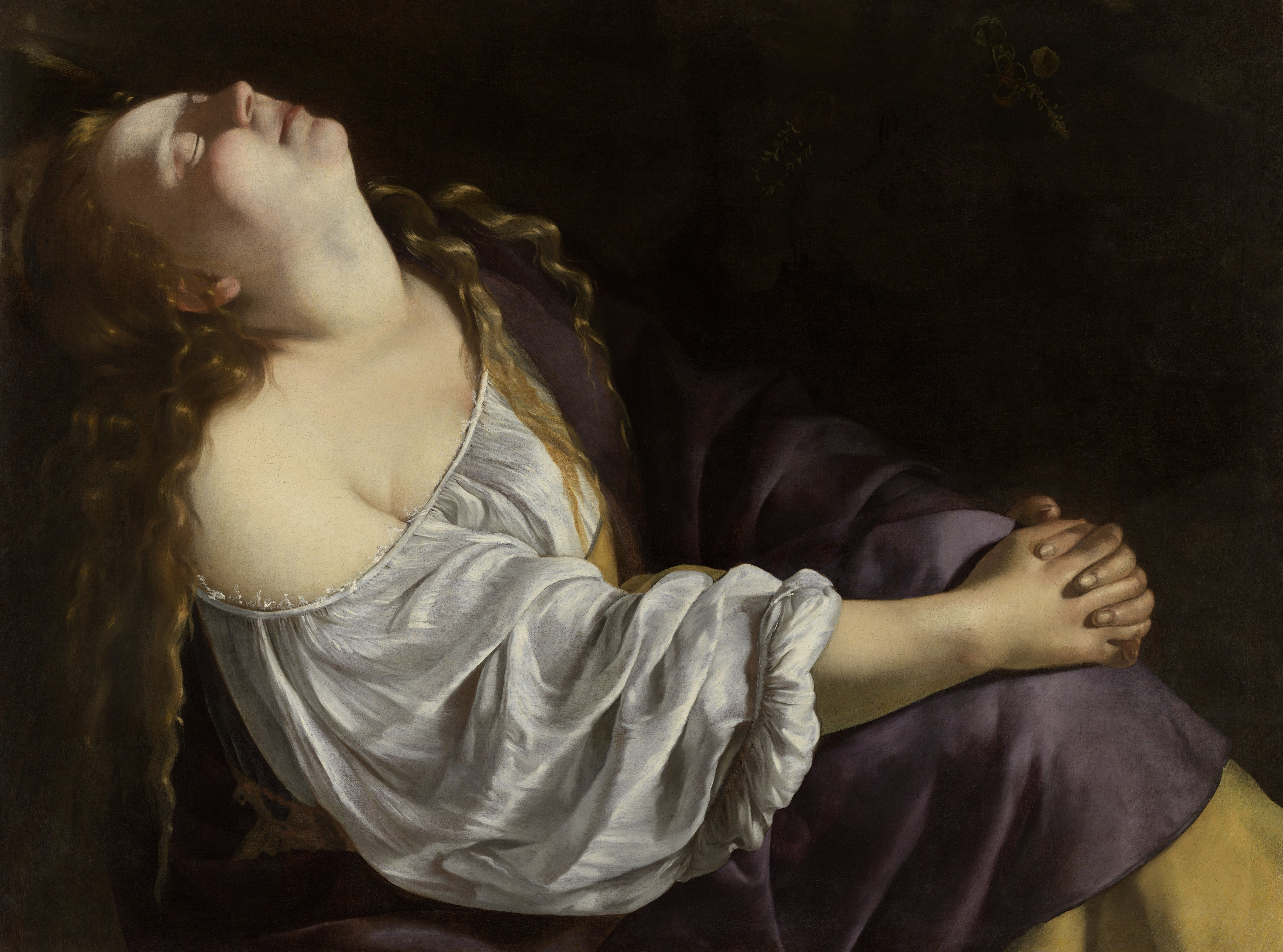
『マグダラのマリアの法悦』1620年-1625年 個人蔵
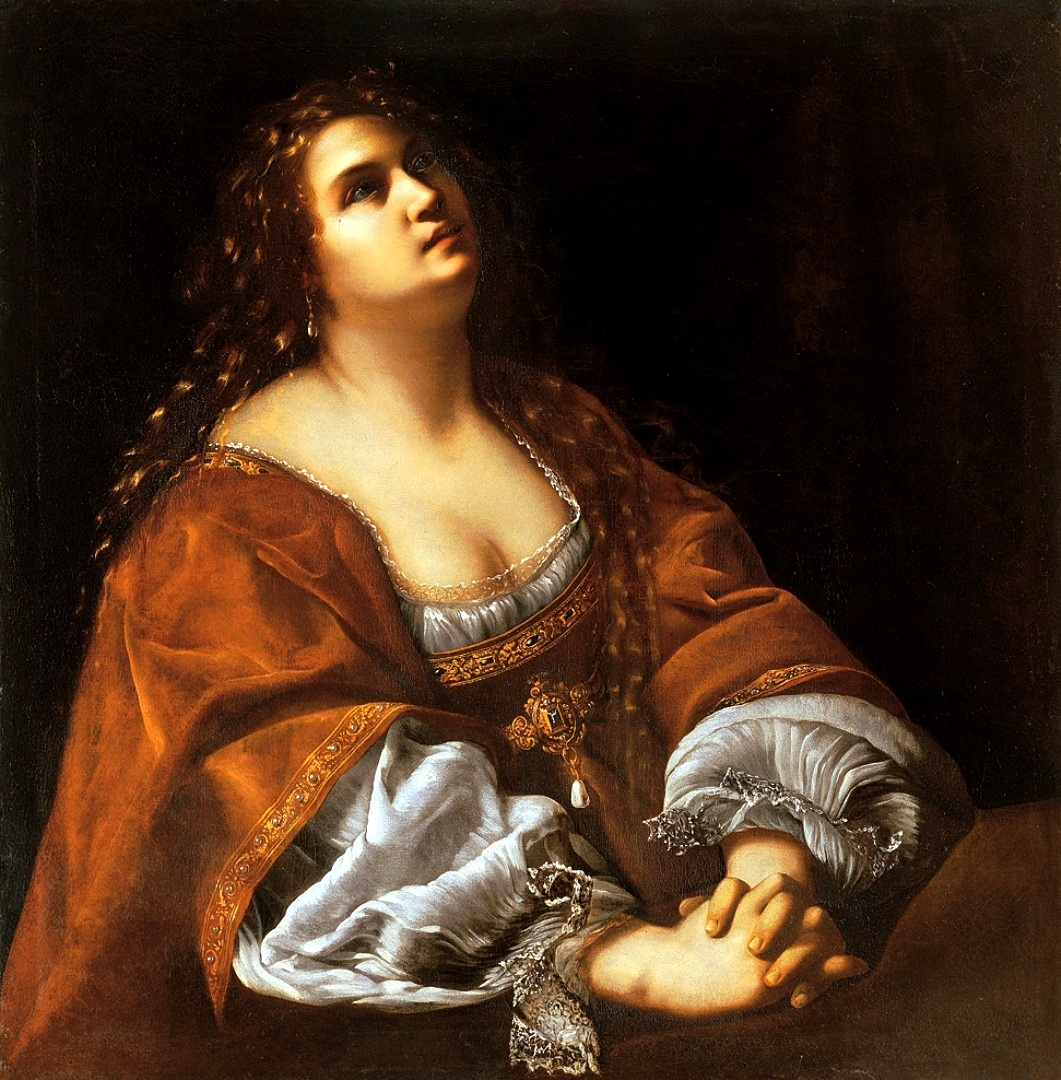
『マグダラのマリア』1630年頃 ナポリ王宮所蔵
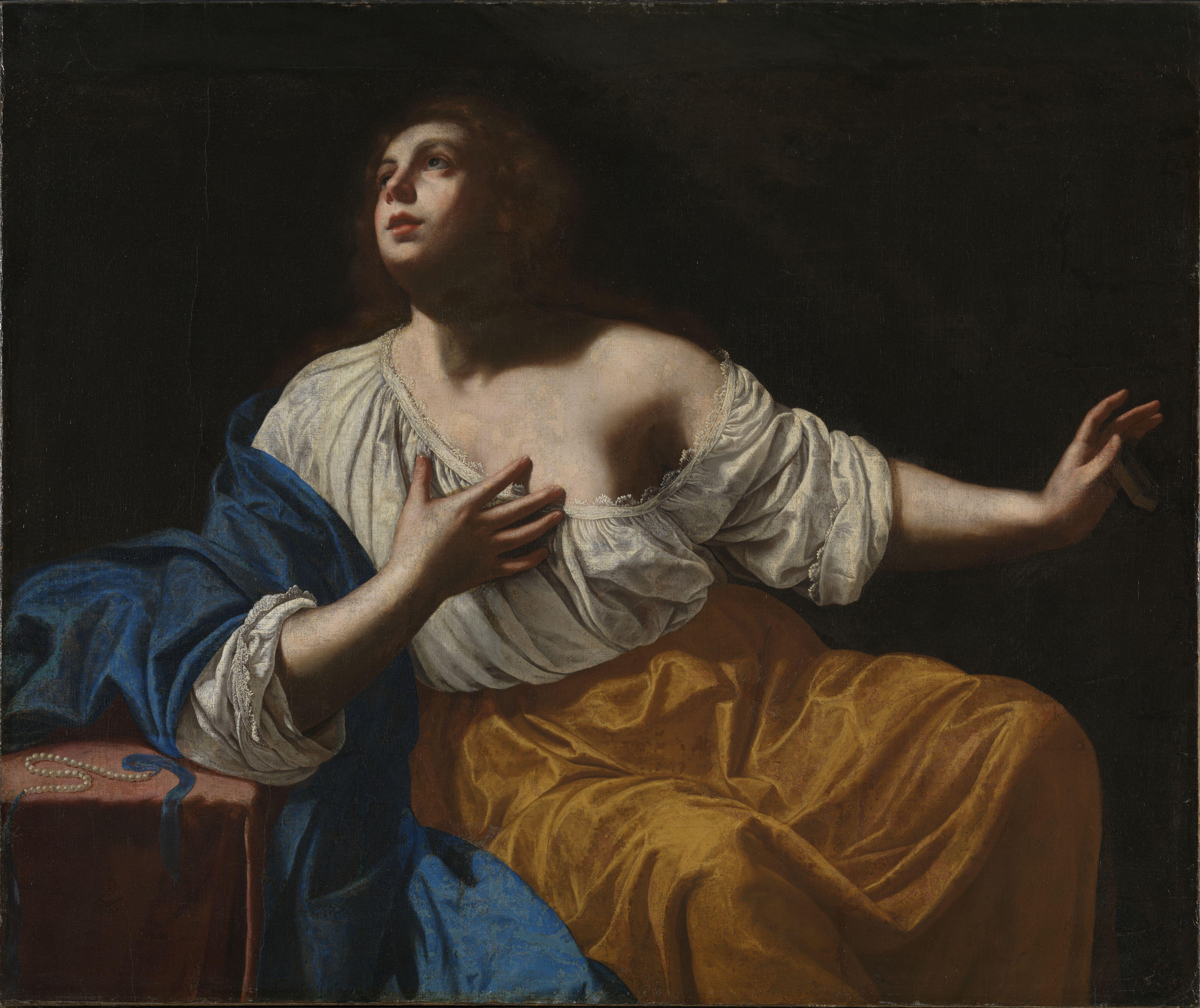
『悔悛するマグダラのマリア』1640年頃 オスロ国立美術館所蔵